# Venus Williams
Venus Ebony Starr Williams (n. 17 iunie 1980) este o jucătoare profesionistă de tenis din SUA, ocupantă a 
poziției 571 în clasamentul mondial. A fost lider al lumii în ierarhia WTA în trei rânduri. În cariera sa, a câștigat 20 de titluri de Grand Slam: 7 la simplu, 11 la dublu feminin, și două la dublu mixt. A câștigat și trei medalii olimpice, două la dublu feminin și una la simplu. Este sora mai mare a jucătoarei de tenis Serena Williams.
A jucat prima finală în US Open la 17 ani, devenind prima jucătoare de tenis din 1978 încoace care ajunge în ultimul act la turneul newyorkez încă de la prima participare. În 1998 a intrat între cele mai bune zece jucătoare ale lumii, ulterior victoriei în turneul Lipton Championships din Miami. În anii 2000 și 2001 a câștigat patru dintre cele șase turnee de Mare Slam la care a participat. În 2000 a înregistrat o serie de 35 de meciuri consecutive victorioase. În februarie 2002 a devenit prima oară numărul unu mondial.
În 2002 a suferit o accidentare abdominală din cauza căreia a stat departe de teren peste jumătate de an. A revenit la începutul lui 2004, dar a avut o evoluție inconstantă. Abia în 2005 e redevenit campioană a unui turneu de Grand Slam, impunându-se la Wimbledon.  Din cauza unei noi accidentări, acum la încheietură, a evoluat rar în perioada imediat următoare, iar în februarie 2006 a ajuns pe locul 54 în lume. 
În 2007 a devenit cea mai slab clasată jucătoare învingătoare în turneul de la Wimbledon, iar în 2009 a revenit între cele mai bune trei tenismene ale lumii. Cu cele 49 de titluri câștigate la simplu în carieră, Venus Williams se află între cele mai titrate 10 jucătoare din istorie, și cea mai titrată încă în activitate.